# Blemlav
Blemlav (Phlyctis argena) är en bladlav som först beskrevs av Kurt Sprengel, och fick sitt nu gällande namn av Flot. Blemlav ingår i släktet Phlyctis och familjen Phlyctidaceae.  Arten är reproducerande i Sverige. Inga underarter finns listade i Catalogue of Life.

## Källor

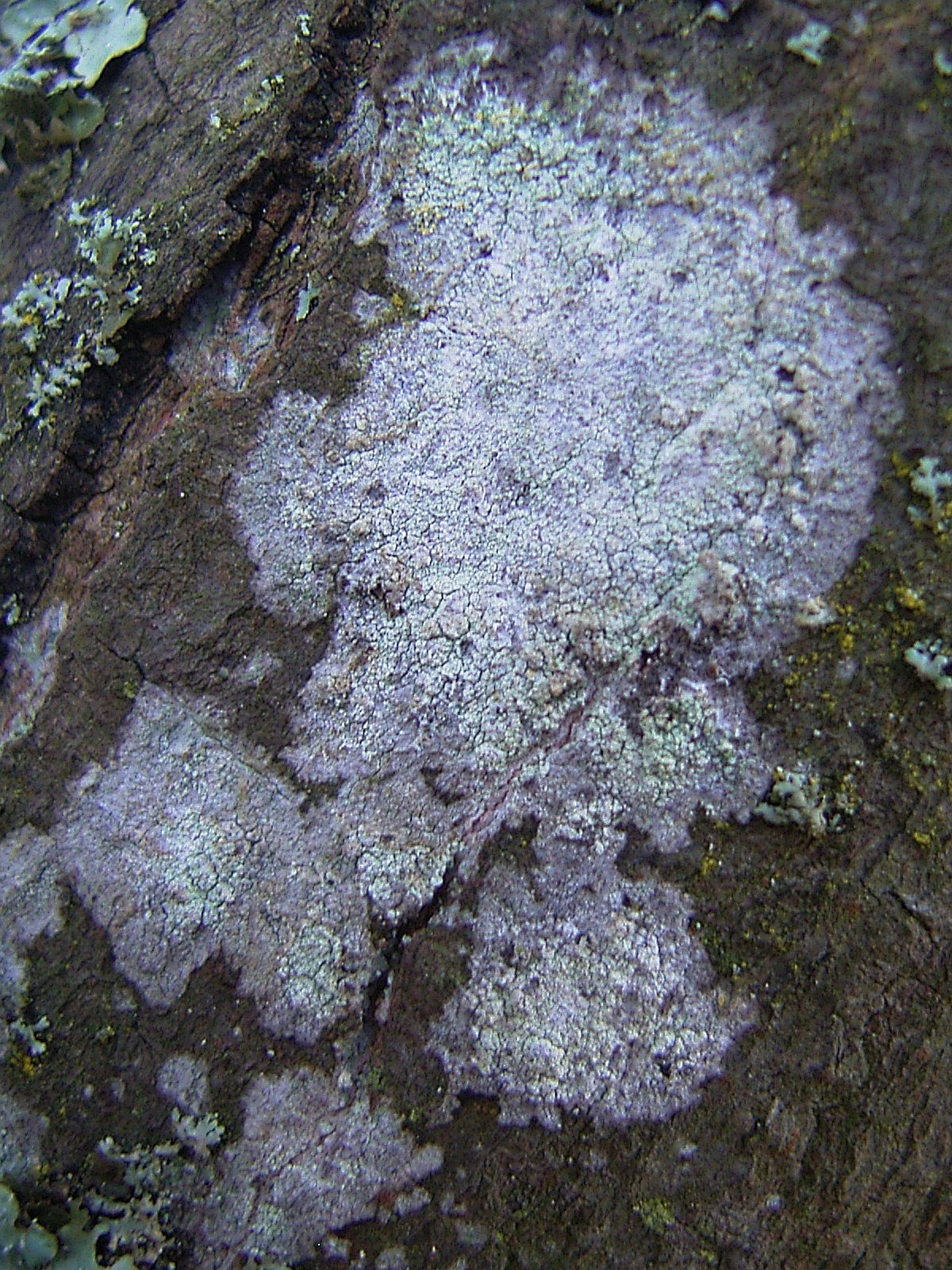